# Дерринтёрн
Дерринтёрн (англ. Derrinturn; ирл. Derrinturn) — (переписной) посёлок в Ирландии, находится в графстве Килдэр (провинция Ленстер).

## Демография
Население — 1138 человек (по переписи 2006 года). В 2002 году население составляло 791 человек.
Данные переписи 2006 года:
| Общие демографические показатели |               |                               |                               |      |      |
| Всё население                    | Всё население | Изменения населения 2002—2006 | Изменения населения 2002—2006 | 2006 | 2006 |
| 2002                             | 2006          | чел.                          | %                             | муж. | жен. |
| 791                              | 1138          | 347                           | 43,9                          | 549  | 589  |

В нижеприводимых таблицах сумма всех ответов (столбец «сумма»), как правило, меньше общего населения населённого пункта (столбец «2006»).
| Религия (Тема 2 — 5 : Число людей по религиям, 2006) |             |                |             |            |       |      |
| Католики, чел.                                       | Католики, % | Другая религия | Без религии | не указано | сумма | 2006 |
| 1084                                                 | 95,3        | 33             | 11          | 10         | 1138  | 1138 |

| Этно-расовый состав (Этничность. Тема 2 — 3 : Постоянное население по этническому или культурному происхождению, 2006) |            |              |       |        |        |            |       |       |
| Белые ирландцы | Лухт-шулта | Другие белые | Негры | Азиаты | Другие | Не указано | сумма | 2006  |
| 1010 | 1          | 87           | 2     | 7      | 10     | 15         | 1132  | 1138  |
| Доля от всех отвечавших на вопрос, %                                                                                   |            |              |       |        |        |            |       |       |
| 89,2 | 0,1        | 7,7          | 0,2   | 0,6    | 0,9    | 1,3        | 100   | 99,51 |

1 — доля отвечавших на вопрос о языке от всего населения.
| Владение ирландским языком (Тема 3 — 1 : Число людей от 3 лет и старше по способности говорить по-ирландски, 2006) |      |            |       |       |
| Владеете ли Вы ирландским языком?                                                                                  |      |            |       |       |
| Да | Нет  | Не указано | сумма | 2006  |
| 314 | 701  | 31         | 1046  | 1138  |
| Доля от всех отвечавших на вопрос о языке, %                                                                       |      |            |       |       |
| 30,0 | 67,0 | 3,0        | 100   | 91,91 |

1 — доля отвечавших на вопрос о языке от всего населения.
| Использование ирландского языка (Тема 3 — 2 : Говорящие по-ирландски от 3 лет и старше по частоте использования ирландского языка, 2006) |                                                            |                                               |                                               |                                               |                                               |                                               |       |                                     |      |
| Как часто и где Вы говорите по-ирландски?                                                                                                |                                                            |                                               |                                               |                                               |                                               |                                               |       |                                     |      |
| ежедневно, только в образовательных учреждениях                                                                                          | ежедневно, как в образовательных учреждениях, так и вне их | в других местах (вне образовательной системы) | в других местах (вне образовательной системы) | в других местах (вне образовательной системы) | в других местах (вне образовательной системы) | в других местах (вне образовательной системы) | сумма | всего, отвечавших на вопрос о языке | 2006 |
| ежедневно, только в образовательных учреждениях                                                                                          | ежедневно, как в образовательных учреждениях, так и вне их | ежедневно                                     | каждую неделю                                 | реже                                          | никогда                                       | не указано                                    | сумма | всего, отвечавших на вопрос о языке | 2006 |
| 102 | 8                                                          | 12                                            | 13                                            | 90                                            | 82                                            | 7                                             | 314   | 1046                                | 1138 |
| Доля от всех отвечавших на вопрос о языке, %                                                                                             |                                                            |                                               |                                               |                                               |                                               |                                               |       |                                     |      |
| 9,8 | 0,8                                                        | 1,1                                           | 1,2                                           | 8,6                                           | 7,8                                           | 0,7                                           | 30,0  | 100                                 |      |

| Типы частных жилищ (Тема 6 — 1(a) : Число частных домовладений по типу размещения, 2006) |          |         |                 |            |       |      |
| Отдельный дом                                                                            | Квартира | Комната | Переносные дома | не указано | сумма | 2006 |
| 353                                                                                      | 12       | 1       | 1               | 6          | 373   | 1138 |